# Daniel McKee
Daniel J. McKee (Cumberland, 26 de junho de 1951) é um político americano e atual governador de Rhode Island desde 2021. Ele foi vice-governador do estado durante o governo de Gina Raimondo, entre 2015 e 2021. Ele se tornou governador em 2 de março de 2021 após Raimondo ser confirmada pelo senado federal como Secretária do Comércio dos Estados Unidos. Ele tem a prerrogativa de nomear o seu sucessor como vice-governador do estado, então nomeou Sabina Matos para assumir o cargo, ela foi confirmada pelo senado local em 13 de abril de 2021. Ele é membro do Partido Democrata e foi prefeito de Cumberland.